# Simona Kubová
Simona Kubová, ur. Baumrtová (ur. 24 sierpnia 1991 w Chomutovie) – czeska pływaczka, specjalizująca się głównie w stylu grzbietowym.
Dziesięciokrotna medalistka Mistrzostw Europy na basenie 25-metrowym, brązowa medalistka mistrzostw Europy z Debreczyna na 100 m stylem grzbietowym.
Uczestniczka igrzysk olimpijskich w Londynie na 100 (10. miejsce) i 200 m stylem grzbietowym (14. miejsce).